# اسکی‌داک
اسکی‌داک یک زبان نشان‌گذاری انسان-خوان و از لحاظ سمانتیک (معناشناسی) همسان استاندارد DocBook است که فقط از قواعد نشان‌گذاری متن ساده استفاده می‌کند.
متن‌های اسکی‌داک را می‌توان با هر ویرایشگری نوشت. همچنین متن در حالی که برای آدم‌ها هم خوانا است، می‌توان آن را به فرم‌هایی همچون HTML، PDF، TeX، ePub، ManPages، اسلایدها و غیره تبدیل کرد.

## تاریخچه
اسکی‌داک در سال ۲۰۰۲ توسط استوارت راکهم معرفی شد و خود او برنامه مبدل اسکی‌داک به فرمت‌های دیگر را هم در زبان پایتون ساخت. بعداً در سال ۲۰۱۳ پروژه اسکی‌داکتر بر روی سایت گیت‌هاب راه اندازی شد که این بار برنامه مبدل با زبان روبی نوشته شد.
هم اکنون اسکی‌داک در موردهای مختلفی همچون کتابهای چاپ انتشارات O'Reilly و مستندات Git استفاده می‌شود

## نمونه
نمونه زیر یک متن است که با در نظر گرفتن اسکی‌داک نوشته شده‌است:
| Asciidoc منبع متن |
| --- |
| = مقاله من فرهاد فرهادی http://wikipedia.org[ویکی‌پدیا] یک دانشنامه برخط است که به زبان انگلیسی و دیگر زبان‌ها نوشته شده. == نرم‌افزار شما می‌توانید 'package-name' را با استفاده از دستور +gem+ نصب کنید: gem install package-name == سخت افزار فلزاتی که بیشتر استفاده می شود عبارتند از: * مس * قلع * سرب |

| HTML-نتیجه رندر |
| --- |
| ویکی‌پدیا یک دانشنامه برخط است که به زبان انگلیسی و دیگر زبان‌ها نوشته شده. شما می توانید package-name را با استفاده از gem نصب کنید: gem install package-name فلزاتی که بیشتر استفاده می‌شود عبارتند از: - مس - قلع - سرب |